# Crazylegs
Pour plus de détails, voir Fiche technique et Distribution.
Crazylegs est un film américain réalisé par Francis D. Lyon, sorti en 1953.

## Fiche technique
- Titre : Crazylegs
- Réalisation : Francis D. Lyon
- Scénario : Hall Bartlett
- Musique : Leith Stevens
- Pays d'origine :  États-Unis
- Format : Noir et blanc - 1,37:1 - Mono
- Genre : Film biographique
- Durée : 87 minutes
- Date de sortie : 1953

## Distribution
- Elroy 'Crazylegs' Hirsch : lui-même
- Lloyd Nolan : Win Brockmeyer
- Joan Vohs : Ruth Stahmer
- James Millican : le coach des L.A. Ram
- Bob Waterfield : Lui-même
- Bob Kelley : Lui-même
- James Brown : Bill
- John Brown : Keller
- Norman Field : Otto Hirsch, le père d'Elroy
- Louise Lorimer : Mme Hirsch
- Joseph Crehan : Hank Hatch